# Quellenhof (Bad Wildbad)

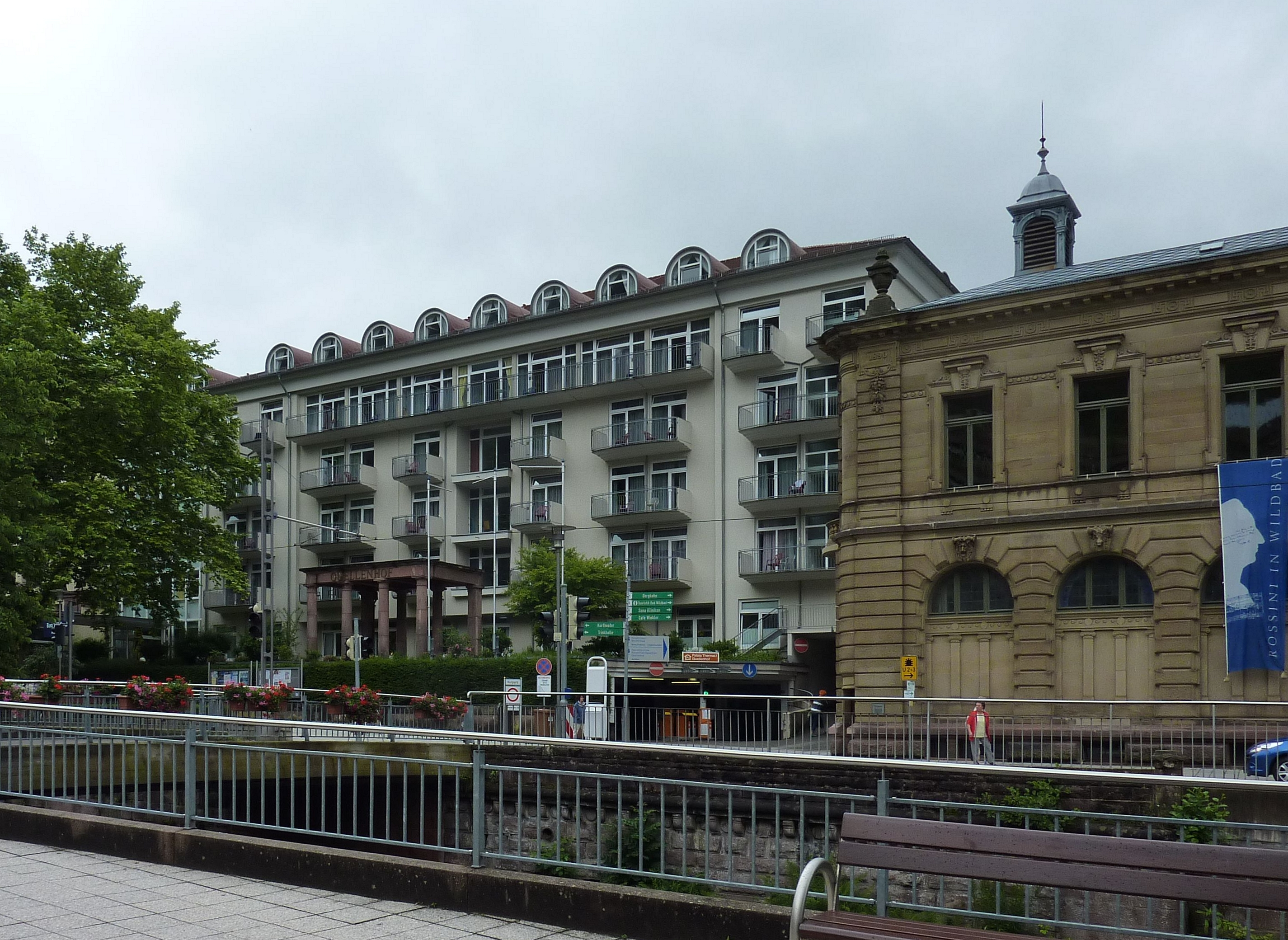
Blick über die Enz zum „Quellenhof“

Der Quellenhof in der Kuranlagenallee 2 in Bad Wildbad ist ein ehemaliges Hotel und gehört heute als neurologisches Rehabilitationszentrum zu den Einrichtungen der Sana Kliniken.

## Geschichte

### Das Hotel „Bellevue“
Gebaut wurde der Quellenhof als „Hotel Bellevue“ (oder „Belle vue“) auf die Initiative des württembergischen Kämmerers Friedrich Wilhelm Carl Graf von Dillen (1807–1888) hin, der in der Nähe Wildbads seine Güter hatte. Dillen, der als einziger Sohn des Generals Carl Ludwig Emanuel von Dillen 1841 dessen Besitz erbte, erwarb zu diesem Behufe ein drei Morgen großes Gut am südlichen Ende des Ortes in unmittelbarer Nähe der königlichen Anlagen, der Enz und vor allem der Wildbader Badeanlagen und beauftragte um 1840 G. Pfeilsticker mit der Planung. Staatlicherseits wurde ein mit einem Blechdach gedeckter schmiedeeiserner Fußsteg, der mit Segeltuchwänden gegen Witterungseinflüsse und Zugwind geschützt werden konnte, über die Enz errichtet, der den Hotelgästen direkten Zugang zu den Bädern gewähren sollte.
Am 1. Juni 1840 zogen die ersten Gäste ein, bereits zwei Jahre später wurde das Haus in einem englischsprachigen Reiseführer als „best“ bezeichnet. Wiederum drei Jahre später klagte August Lewald über die Fremdenschwemme, die über den Schwarzwald hereingebrochen sei: „[…] nachdem wir unsere schönsten Punkte, von Fremden überschwemmt, ihnen überlassen mußten. Ist ja schon in unserm Wildbad ein Hotel Bellevue, ein Restaurant, eine Librairie, und wir hören in der alten, herrlichen Allee an der Enz mehr Englisch und Französisch als Deutsch. Wie unbescheiden sind doch diese Fremden! […] sie wollen nicht einmal unsere Sprache lernen […]“ Trotz solcher Ressentiments hielt der Zustrom der Fremden an; in den 1860er Jahren wurde schließlich sogar eine Englische Kirche errichtet.
1861 bezeichnete C. Burckhardt in seinem Buch Der Curort Wildbad im Königreich Württemberg das Hotel „Bellevue“, das damals immer noch dem Grafen von Dillen gehörte, als einen der schönsten Gasthöfe Wildbads. Zu Burckhardts Zeit bot das Hotel 120 Gästezimmer an. Allerdings war dem Haus inzwischen einige Konkurrenz entstanden; ebenfalls 1861 wurde es von Theodor Fontane in einer vorgeblichen Korrespondenz aus London nur noch als das dritte Haus am Platze nach dem „Badhotel“ und dem „Bären“ genannt. Nach wie vor jedoch war das Haus insbesondere bei ausländischen Gästen beliebt: „Nach diesen beiden Hotels steht obenan das reizend gelegene höchst komfortable und elegante, meist von Engländern frequentierte Hotel Bellevue, welches bei der mehrmaligen Anwesenheit I. M. der Kaiserin-Mutter von Rußland für dieselbe gemietet wurde.“

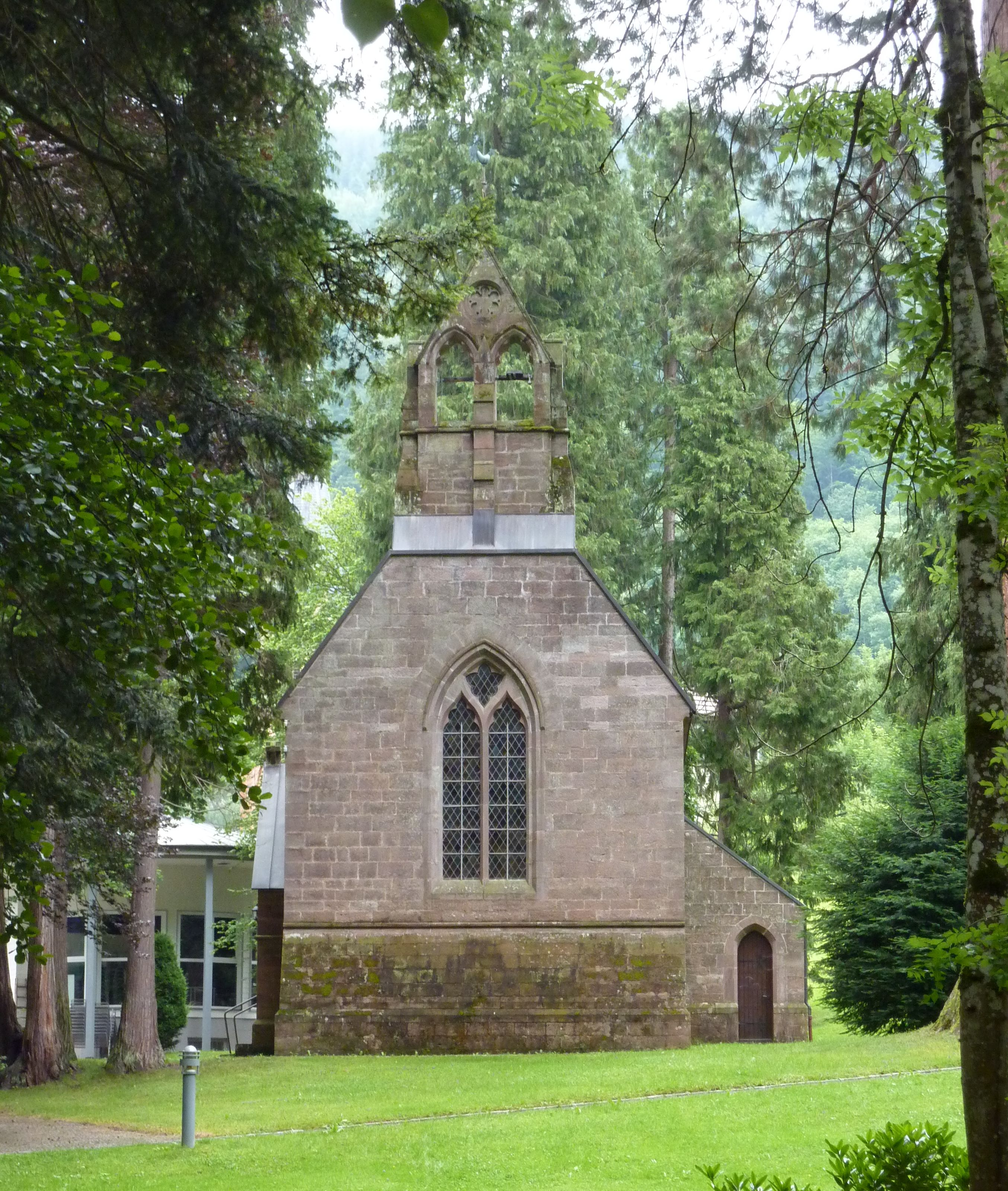
Die um 1865 erbaute Englische Kirche
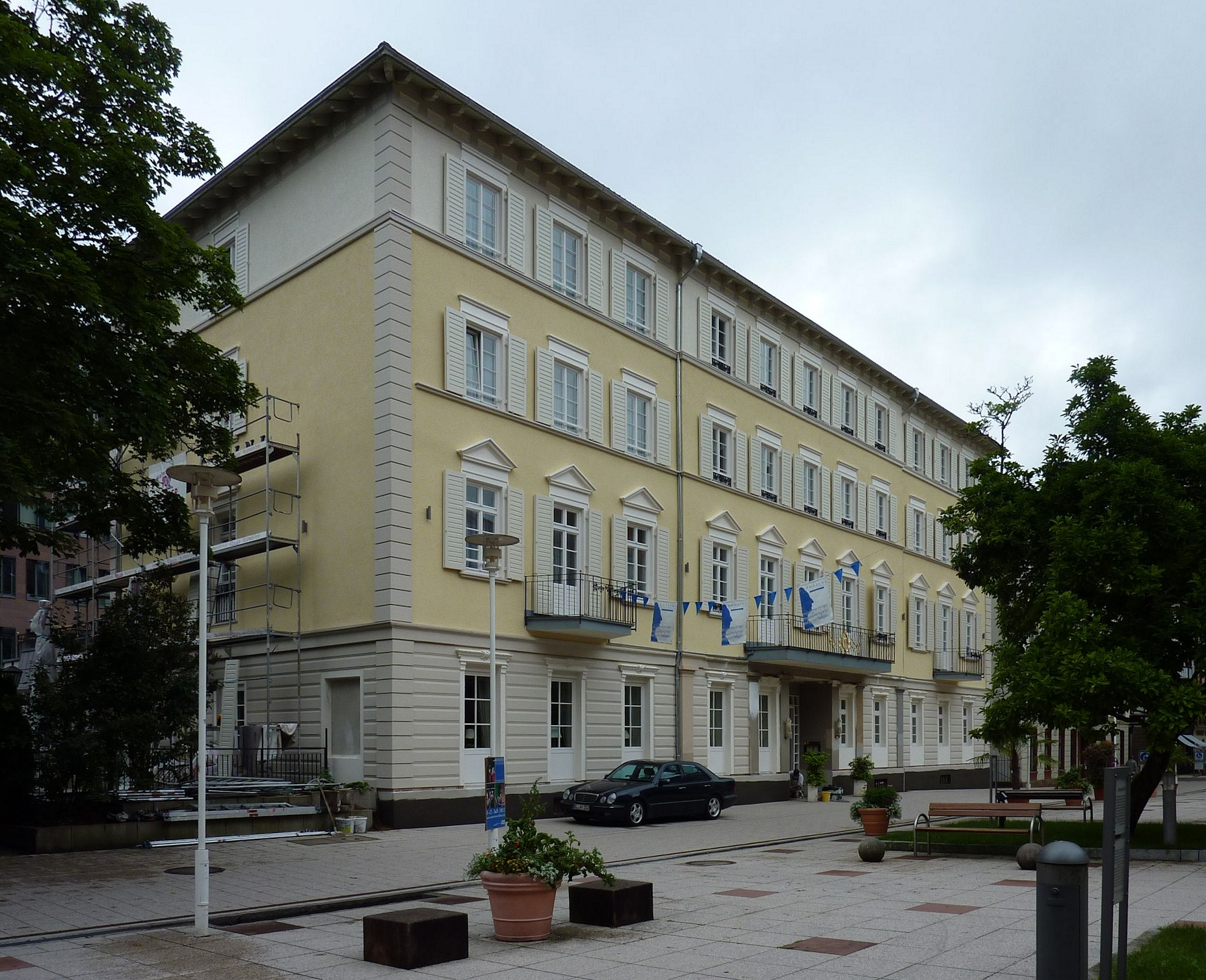
Das Hotel „Bären“ gehörte der Familie Klumpp.
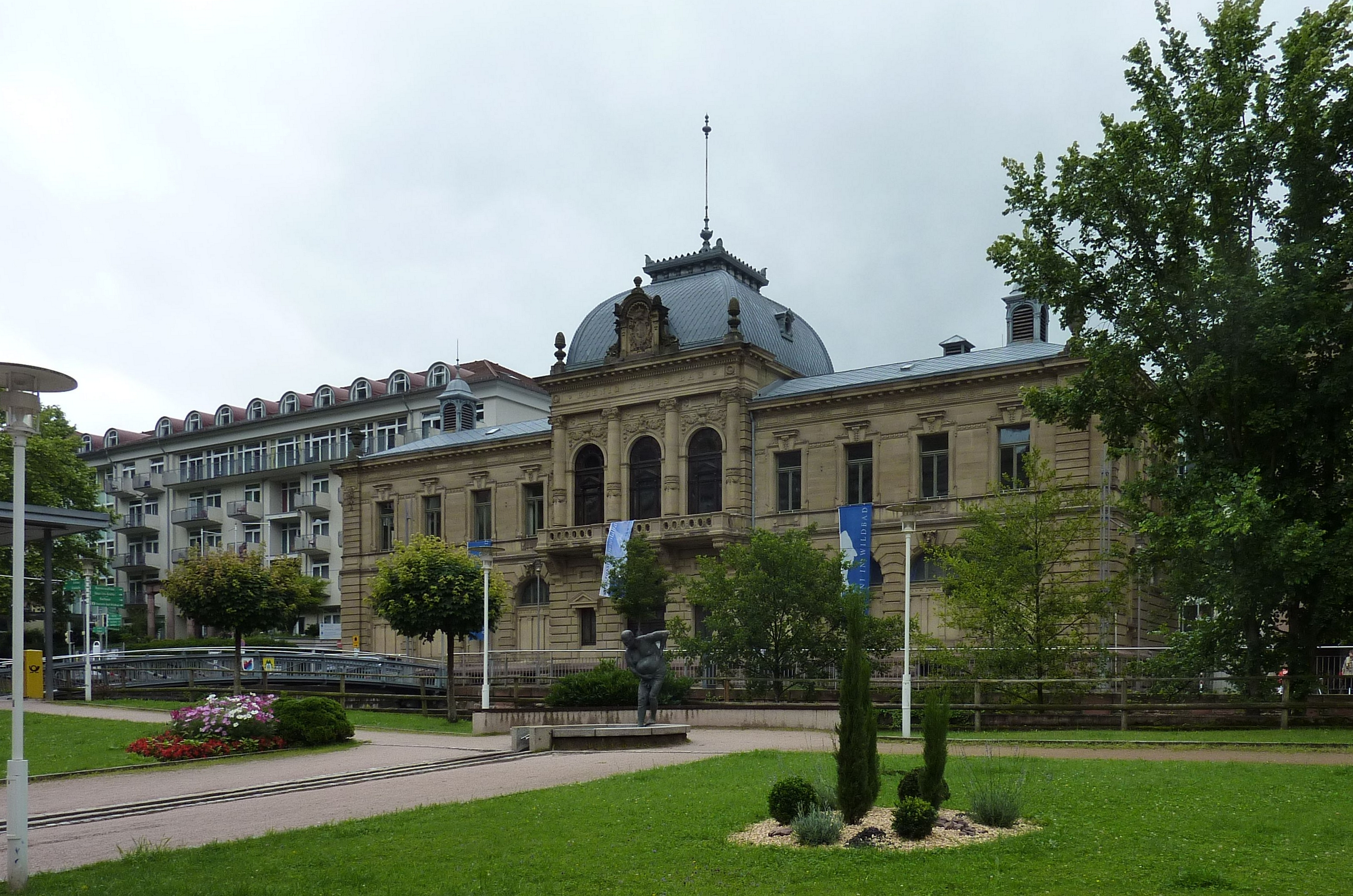
Links ein Teil des „Quellenhofs“, rechts das ehemalige König-Karls-Bad
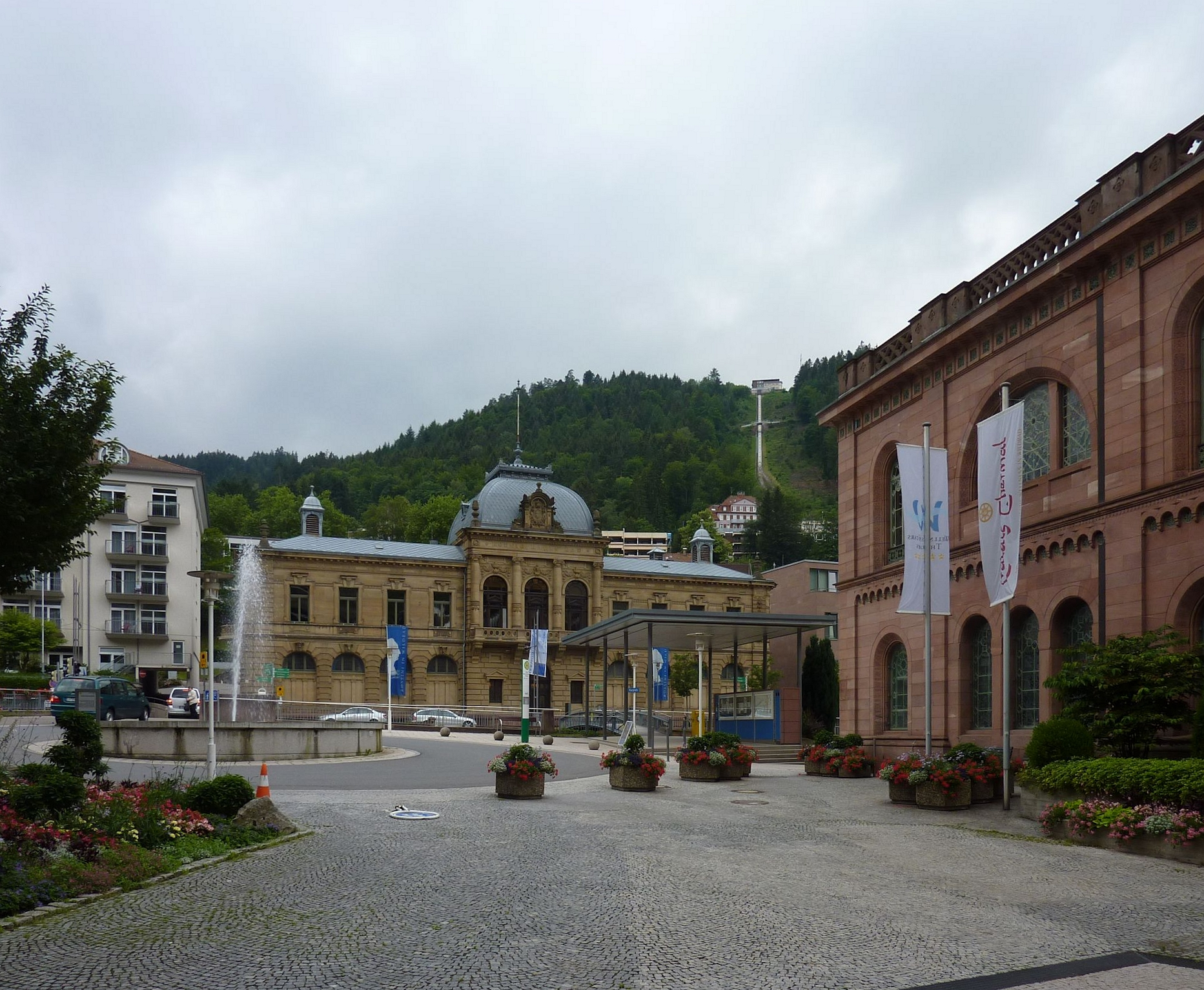
Das Badhotel mit seinen Badeanlagen (rechts im Bild) entwickelte sich zur Konkurrenz.
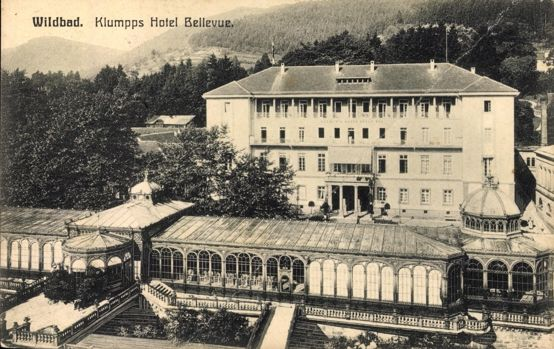
1911 hieß das Hotel „Klumpps Hotel Bellevue“.

### Der „Quellenhof“
1906 kaufte die Hoteliersfamilie Klumpp, die bereits den „Bären“ betrieb, dem Schwiegersohn des Grafen von Dillen das Hotel „Bellevue“ für 400.000 Goldmark ab. Das Haus wurde aufgestockt, der alte Saalbau abgerissen und stattdessen ein neuer Südflügel errichtet. Ferner wurde eine Verbindung zum König-Karls-Bad hergestellt. Aus dem Hotel „Bellevue“ wurde „Klumpp’s Quellenhof“. 1941 ging das Hotel, wie zuvor schon andere Besitzungen der Familie Klumpp, in staatliches Eigentum über. Während des Zweiten Weltkrieges diente das Haus als Lazarett, danach wurde es von der französischen Besatzungsmacht beschlagnahmt und vier Jahre lang genutzt. Nach der Restaurierung pachtete Carl Gitter, der schon zu Klumpps Zeiten den „Quellenhof“ gepachtet und seit 1925 geleitet hatte, diesen wieder vom Land Baden-Württemberg. 1961 wurde das Haus modernisiert und erhielt eine neue Hotelhalle.
Kurdirektor Kurt Baumgartner trieb zu Beginn der 1970er Jahre Pläne voran, den „Quellenhof“ als Kureinrichtung zu verstaatlichen. Der damalige Pächter des Hotels, Albin Gitter, der eher eine Verbindung des Hotels mit den Badeanlagen im König-Karls-Bad angestrebt hatte, gab schließlich im Jahr 1974 auf. Das Versicherungs-Sanatorium sollte dann von der Gastronomenfamilie Starke wieder zum Kurhotel umfunktioniert werden, was aber missglückte. 1989 wurde der „Quellenhof“ geschlossen. Erste Investitionsvorhaben wurden nicht umgesetzt. Zu Beginn der 1990er Jahre kaufte Josef Wund aus Friedrichshafen das ehemalige Hotel. Daraufhin konnte die Umgestaltung zum Rehabilitationszentrum beginnen, wobei die äußere Gestalt des Hauses nach Möglichkeit gewahrt wurde.
Die Fachklinik „Quellenhof“ bietet 130 Betten. Sie hat sich unter anderem auf Krankheitsbilder wie das Post-Polio-Syndrom und Multiple Sklerose spezialisiert.

## Die Anlage

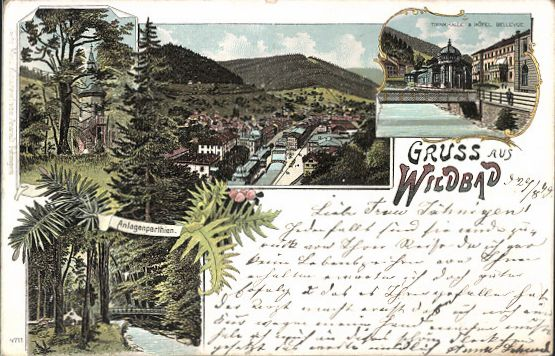
Ansichtskarte von 1899, rechts oben das Hotel

Der Platz vor dem Hotel wurde zu Graf Dillens Zeit mit Kübelpflanzen gegen die öffentliche Promenade abgegrenzt und ging linkerseits in einen Garten mit Fischbassin und Springbrunnen über, der später mit weiteren Hotelanlagen überbaut werden sollte. Hinter dem Hauptgebäude befanden sich eine Terrasse mit Küchengarten und Gewächshaus über einer mit Granit ausgekleideten Eisgrube sowie zwei Höfe und Nebengebäude und -einrichtungen. Gedeckte Gänge verbanden den Hoteltrakt, das Restaurant und das Hintergebäude miteinander.
Der Hotelbau besaß einen Portikus mit zwei Auffahrten, hinter dem das Vestibül den Zugang ins Treppenhaus und in die Flure bildete. Die Zimmer der Fassadenseite waren jeweils durch Räumlichkeiten, die vom Flur aus ihr Licht erhielten und den Lärm abhalten sollten, vom unmittelbaren Zugang durch den Flur getrennt. Die Parterrezimmer konnten jeweils einzeln bezogen, aber auch in Enfilade zu ganzen Suiten zusammengestellt werden, wobei die Eckräume der Fassadenseite, die mit Balkons ausgestattet waren, als Salons genutzt werden konnten. Beheizt wurden die Räumlichkeiten mit Porzellanöfen; die Toiletten hatten eine „englische Einrichtung mit Wasser-Reservoirs“. Auf der Gartenseite des Erdgeschosses hatte der Hausmeister seine Wohnung.
Im ersten Stock war dieselbe Zimmereinteilung vorzufinden, wobei sich auf diesem Stockwerk auch in der Mitte ein Salon mit Balkon befand; darüber befand sich ein weiteres Geschoss mit Gästezimmern; unter dem Dach befanden sich Geräte- und Domestikenkammern. Insgesamt umfasste das Hotel 67 Salons bzw. Gästezimmer.
Der Restaurantbau war mit dem Hoteltrakt durch einen der gedeckten Gänge verbunden. Dieser führte zunächst in ein Vorzimmer, in dessen Ecken deckenhohe Schränke für das Tafelsilber und andere Gerätschaften angebracht waren, und sodann in den Speisesaal, der 200 Personen fasste. Vor dem Speisesaal befand sich eine Terrasse, die gegen Witterungseinflüsse geschützt werden konnte. Auf der Rückseite des Restauranttraktes war ein zweigeschossiger Flügel mit Wirtschaftsräumlichkeiten und weiteren Gästezimmern angebaut.
Das Hintergebäude, in dem sich auch Wasch- und Backküche, Holzgelasse etc. befanden, bot Platz für etwa 20 Reisewagen und 30 Pferde. Darüber befanden sich unter anderem Unterkünfte für weniger begüterte Gäste.
Der Sockel des Hotels war aus Quadern aus einheimischem rotem Sandstein gebaut, in die rosettenverkleidete Luftöffnungen integriert waren, um die Parterreräumlichkeiten trocken, wohnlich und gesund zu gestalten. Die restlichen Außenwände waren gemauert, in der Naturfarbe mageren Kalkes verputzt und mit roten Sandsteinelementen sowie Stuckelementen und einem Fries unter dem Dachgesimse verziert. Sämtliche Geländer wurden bei Benkieser in Pforzheim gegossen.
Die Böden der Flure, des Vestibüls und des Treppenhauses waren mit weißen und roten Sandsteinplatten belegt. Die inneren Wände waren in Fachwerkbauweise aus Holz konstruiert und mit gebrannten Ziegelsteinen ausgemauert. Die Zimmer sollten zunächst ausgemalt werden; da aber die Bade- und Kursaison heranrückte und das Hotel schnell genutzt werden sollte, entschied man sich stattdessen für Satintapeten in lichten Tönen mit goldenen Stäben und Bordüren. Die Decken wurden in passenden Tönen gestrichen und mit zarten Zierlinien versehen. Spiegel und Trumeaus erhielten goldene Rahmen, die Möbel schwarze Rosshaarpolster, die Dielenböden sowie die eichenen Treppen mit Kirschholzbeschlägen wurden gefirnisst.
Der Speisesaal besaß eine purpurrote Tapete mit goldenen Verzierungen im Renaissancestil. Da die Anlage sich am Hang über dem Enztal befand, mussten zur Errichtung umfangreiche und kostspielige Sprengungen vorgenommen werden. Dafür konnte aber stellenweise unmittelbar auf den natürlichen Granitboden aufgebaut werden und die angefallenen Granitbrocken wurden für die Trockenmauern der Terrassen verwendet.
Wie für die Bedürfnisse der Kurgäste gesorgt wurde, schilderte 1861 Johann Philipp Glökler: „Einmal allwöchentlich spielt hier die Badmusik […] Ein für’s Haus angestellter Portier ist der Vermittler der Bewohner seiner 120 Zimmer mit der Außenwelt. Und wie für die leidenden Eingekehrten so trefflich gesorgt ist! Dort stehen bedeckte Rollstühle. In diesen werden sie sänftiglich zum und vom Bade geführt. Diese Stühle, eine Art Sänfte auf Rädern, sind ein unentbehrliches Möbel, das auch andere Wirthe sich angeschafft haben, um so gelinde durch kräftige Hände die Kranken zum Bade zu bringen.“